# Architettura del Sahel

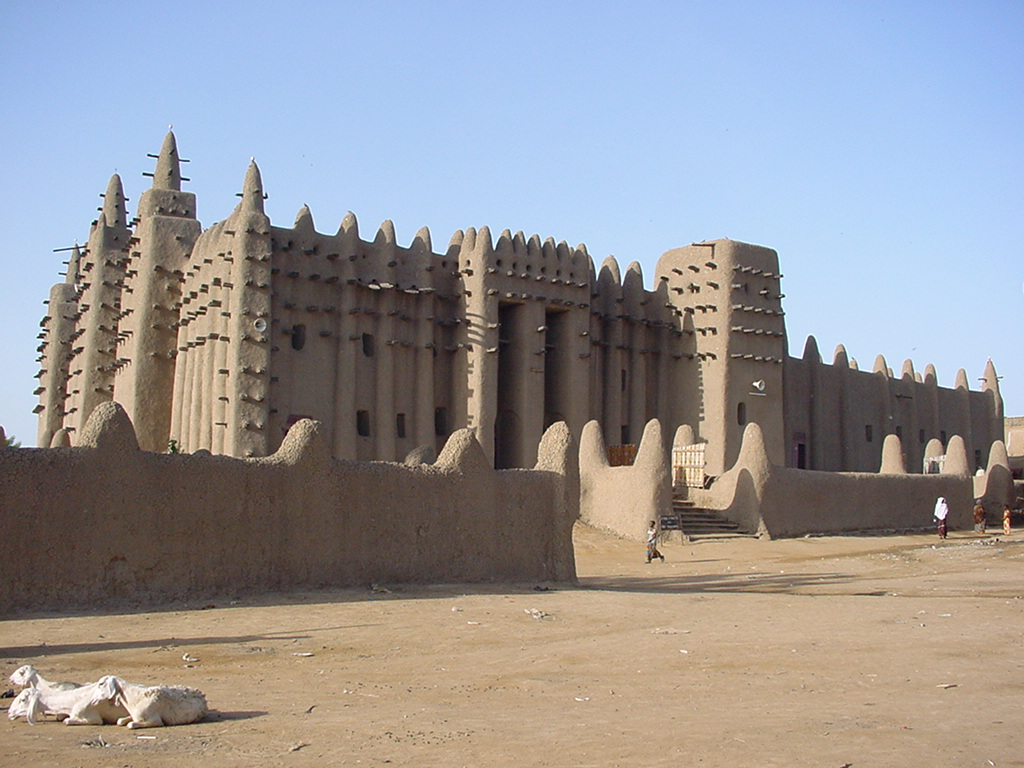
Grande moschea di Djenné, Mali

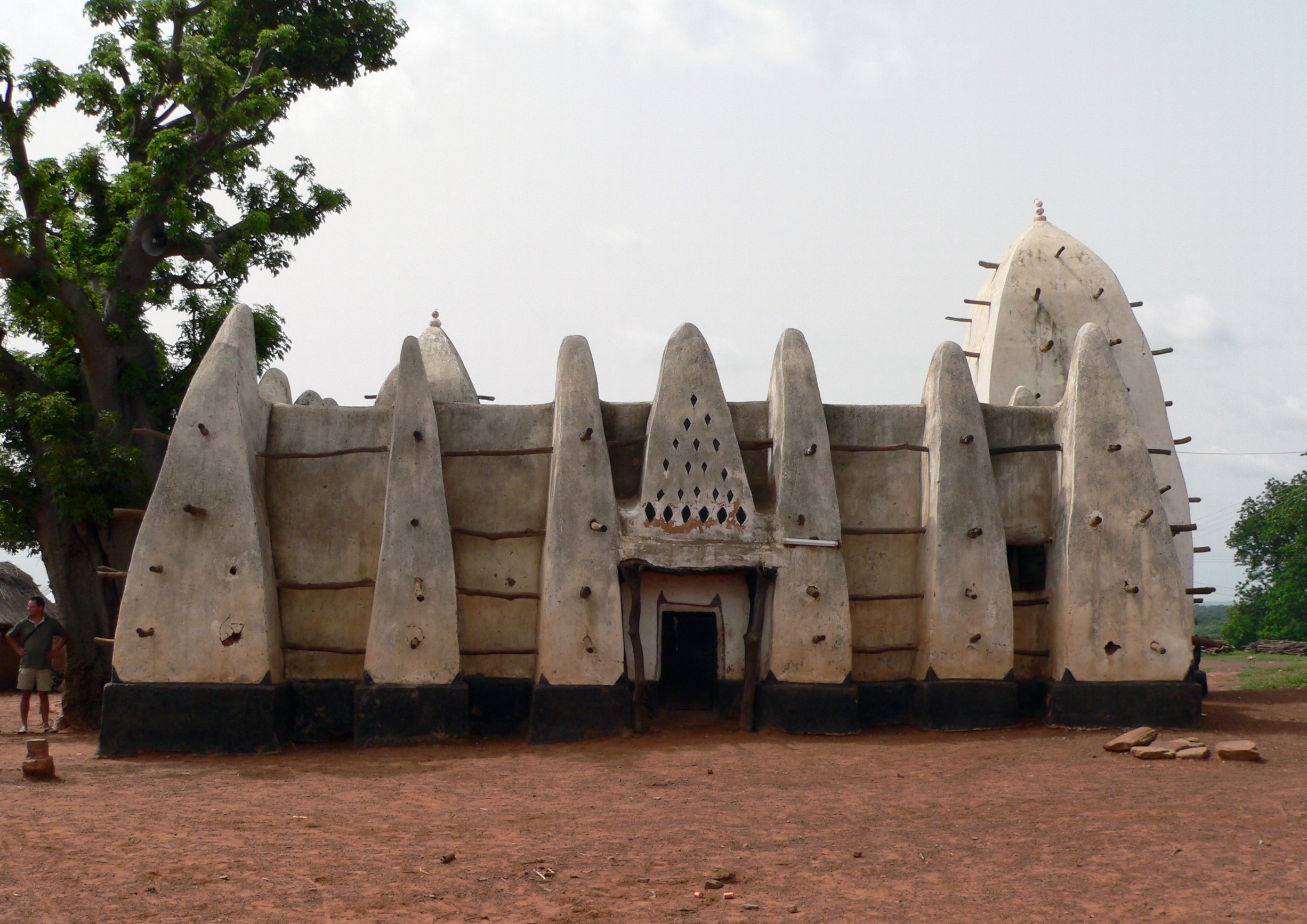
Moschea di Larabanga, Ghana

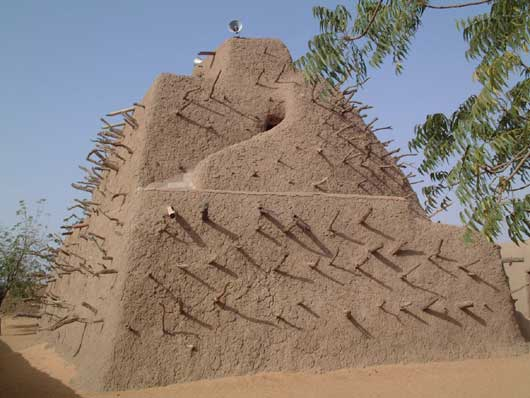
Tomba di Askia, Mali

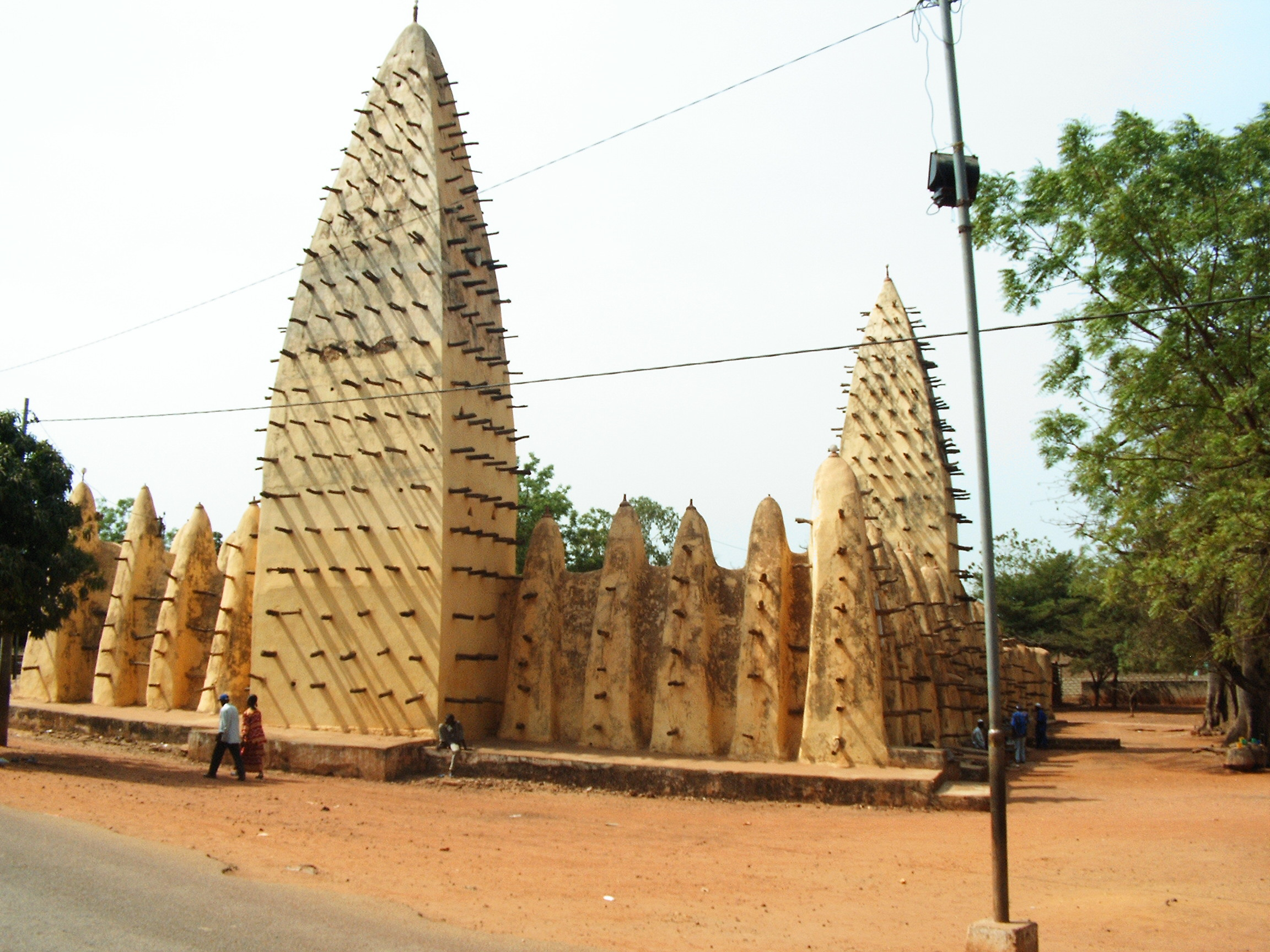
Grande Moschea di Bobo-Dioulasso, Burkina Faso

L'architettura del Sahel, anche chiamata architettura sudano-saheliana, comprende un insieme di stili architettonici indigeni, comuni ai popoli del Sahel e di alcune aree pianeggianti e fertili dell'Africa occidentale, a sud del Sahara, ma soprattutto regioni forestali fertili della costa. Questo stile è caratterizzato dall'uso di mattoni di fango e cotti, con larghe travi in legno che sporgono dalle facciate di grandi edifici, come moschee e palazzi. Queste travi agiscono anche come impalcatura per la ristrutturazione, che avviene ad intervalli regolari e coinvolge la comunità locale. I primi esempi di stile sudano-sahariano probabilmente sono stati trovati a Djenné e risalgono al 250 a.C.

## Differenza tra stili del Sahel e della Savana
L'architettura di adobe della regione del Sahel è molto differente dallo stile degli edifici della vicina savana. Gli antichi contadini sudanesi della savana costruivano abitazioni con il tetto di forma conica. Quello del Sahel è stato invece principalmente uno stile urbano, associato ai centri del commercio più benestanti, caratterizzato da edifici cubici, con tetti terrazzati. Questo aspetto caratteristico è stato imitato anche dai vicini villaggi e dalle città. Grandi edifici come moschee e abitazioni prestigiose spiccano in lontananza, facendo da punti di riferimento in un paesaggio pianeggiante. Si collocano in una società complessa, composta da agricoltori, artigiani e commercianti, con la presenza di una classe politica e religiosa più elevata. Con l'espansione dei regni del Sahel verso sud, in direzioni delle aree rurali della savana (abitate da gruppi culturalmente o etnicamente simili a quelli del Sahel), lo stile sudano-sahariano fu riservato alle moschee, ai palazzi e alle case di nobili o borghesi. Tra le fasce più povere della popolazione, v'è stata una mescolanza tra i due stili, altrimenti distinti; le abitazioni popolari hanno unito lo stile sudano-sahariano più distinto e quello degli antichi villaggi rurali africani, caratterizzato da capanne circolari.

## Sottostili
Lo stile sudano-sahariano può essere suddiviso in quattro sotto-stili più piccoli, tipici dei diversi gruppi etnici della regione. Gli esempi usati illustrano la costruzione di moschee e palazzi, essendo uno stile tipico delle popolazioni musulmane dell'entroterra. Molti di questi stili sono il frutto di contaminazioni incrociate, che hanno portato all'affermazione di caratteristiche comuni. Ognuno di questi sottostili non è esclusivo di un paese, secondo i confini moderni, ma sono legati alle etnie dei costruttori o delle popolazioni circostanti. Ad esempio, una comunità di migranti maliani insediatasi in una zona tradizionalmente della popolazione Gur, può costruire usando lo stile tipico della propria terra d'origine, nonostante i vicini edifici Gur siano edificati nello stile locale.
Punto di riferimento architettonico dell'area fu la moschea di Agadez, con il suo alto minareto, costruita da Zakariya Abdullah intorno al 1520.
- Maliano - tipico dei gruppi Mandé delle zone centrali e meridionali del Mali. Esempio principale è la Grande Moschea di Djenné.
- Stile fortificato - usato prevalentemente dai popoli Djerma del nord della Nigeria e del Niger, dalle comunità miste di Hausa-Fulani e Tuareg della regione di Agadez, dal popolo Kanuri del lago Ciad e dai Songhai del Mali nord-orientale. Elemento caratterizzante è l'aspetto militare, sono costruzioni composte da alte mura protettive, costruite attorno ad un cortile centrale. Il minareto è l'unica struttura con travi di sostegno a vista. Esempi sono la Moschea Sankoré di Timbuctù, la tomba di Askia a Gao nel Mali, e la moschea di Agadez nel Niger settentrionale.
- Tubali - è l'architettura tipica degli Hausa, predominante in: Nigeria settentrionale e nord-occidentale, Niger, Burkina Faso orientale, Benin settentrionale e delle aree in cui l'etnia Hausa è predominante in tutta l'Africa occidentale. Caratteristica è l'attenzione per i dettagli in stucco nei disegni astratti e l'ampio uso di parapetti. Esempi sono la Moschea Yamma e il centro storico di Zinder, nonché il quartiere hausa dell'Agadez del Niger.
- Del bacino del Volta - diffuso tra i gruppi Gur e Mandé del Burkina Faso, del Ghana settentrionale e della Costa d'Avorio settentrionale. Si tratta del sottostile più conservatore. Si compone di un unico cortile, con alte pareti bianche e nere, con torrette ricurve che sostengono una parete esterna e una torretta grande più vicina al centro. Esempi sono la moschea di Larabanga del Ghana e la Grande Moschea di Bobo-Dioulasso.